# Sekheperenre
Sekheperenre là một pharaon của Ai Cập thuộc vương triều thứ 14 trong Thời kỳ Chuyển tiếp thứ Hai. Theo các nhà Ai Cập học Kim Ryholt và Darrell Baker, Sekheperenre là vị vua thứ 22 của vương triều này; Mặt khác, Jürgen von Beckerath lại coi ông là vị vua thứ 17.
Vì là một vị vua của vương triều thứ 14, Sekheperenre sẽ cai trị toàn bộ phía đông đồng bằng châu thổ sông Nile từ Avaris và có thể là cả khu vực phía tây đồng bằng châu thổ.

## Chứng thực
Cùng với Nehesy, Nebsenre và Merdjefare, Sekheperenre là một trong số bốn vị pharaon của vương triều thứ 14 được chứng thực ngoài cuộn giấy cói Turin, một bản danh sách vua được biên soạn vào đầu thời đại Ramesses. Thực vậy, Sekheperenre được chứng thực bởi một con dấu duy nhất có tên của ông. Con dấu không rõ lai lịch này được A. S. Hunt quyên tặng cho bảo tàng Ashmolean và hiện đang được trưng bày tại đây.

## Vị trí trong biên niên sử
Vị trí tương đối của Sekheperenre nằm trong vương triều thứ 14 có phần chắc chắn nhờ vào cuộn giấy cói Turin, mà đề cập tới ông ở cột thứ 9, hàng thứ 16 (Gardiner mục 8.16). Theo lần đọc gần đây nhất của Ryholt đối với cuộn giấy này, Sekheperenre đã trị vì 2 tháng và 1 tới 5 ngày. Trong một nghiên cứu tường tận trước đó đối với cuộn giấy cói Turin, Alan Gardiner đã đọc độ dài triều đại của Sekheperenre là 2 năm, nhưng Ryholt đã xác minh lại rằng số năm quy cho Sekheperenre trên cuộn giấy cói này là số không Sekheperenre đã kế vị một vị vua có tên đã bị mất một phần là "[...]re" và được kế vị bởi Djedkherewre.
Con dấu này có một hoa văn hình vòng xoắn, vốn phổ biến trong các vương triều từ thứ 12 tới 14 và cấu trúc hình học của con dấu này có thể được sử dụng để cung cấp bằng chứng cho việc xác minh vị trí và niên đại của Sekheperenre.
Đối lập với điều này, vị trí chắc chắn của Sekheperenre trong biên niên sử lại đang được tranh luận.  Theo các nhà Ai Cập học Kim Ryholt và Darrell Baker, Sekheperenre là vị vua thứ 22 của vương triều thứ 14. Tuy nhiên việc phục dựng lại giai đoạn đầu vương triều thứ 14 của Ryholt lại gây ra sự tranh cãi và những học giả khác như là Manfred Bietak và Jürgen von Beckerath, tin rằng vương triều này đã bắt đầu sớm hơn trước triều đại của Nehesy vào khoảng năm 1710 hơn là vào khoảng năm 1805 TCN theo như đề xuất của Ryholt. Trong trường hợp này,Sekheperenre sẽ chỉ là vị vua thứ 17 của vương triều này